# Pinky Pinkerton
Percival "Pinky" Pinkerton es un personaje ficticio que aparece en los cómics estadounidenses publicados por Marvel Comics. La primera aparición del personaje fue en Sgt. Fury y sus Comandos Aulladores vol. 1 # 8 (julio de 1964), en el que reemplazó a Jonathan Junior Juniper, quien fue asesinado en el número 4. Fue creado por el escritor Stan Lee y el artista Jack Kirby.
Pinky Pinkerton fue interpretado por Richard Short, en la serie de televisión Agent Carter, que se desarrolla en Marvel Cinematic Universe.

## Biografía del personaje ficticio
Percival "Pinky" Pinkerton era un miembro inglés de los Comandos Aulladores originales que lucharon junto al equipo durante la Segunda Guerra Mundial. Un comando del ejército británico y un caballero que usaba un paraguas como arma junto con su metralleta Thompson, Pinkerton había servido junto al comandante de la unidad, el Capitán Samuel Happy Sam Sawyer, antes de Pearl Harbor cuando ambos estaban con los comandos británicos. 
Junto con el Coronel Timothy Dum Dum Dugan y Dino Manelli, ayudó a organizar la Docena Mortal.
Aunque nunca se explicó en la serie, Pinkerton llevaba una boina roja tipo carlista Requetés con una borla amarilla con su batalla que pudo haber implicado el servicio en la guerra civil española. Pinkerton también llevaba su vestido de batalla con un cuello abierto con bufanda en lugar de tener el cuello abotonado de otro rango británico .
En el número 23 ("El hombre que falló") de Sgt. Fury y sus Comandos Aulladores, el hermano mayor de Percy, el Teniente Coronel Pinkerton apareció. La historia, ambientada en Birmania, reveló que Pinkerton provenía de una familia inglesa con una larga tradición de servicio como oficiales de la Corona. El motivo por el que Pinkerton nunca aceptó una comisión se explicó como su estilo de vida mujeriego playboy durante su entrenamiento militar inicial que lo llevó a ser incapaz de ponerse al día con sus estudios y renunciar.
En el primero Sgt Fury Annual que tuvo lugar con los Aulladores (Comandos Aulladores) retirados del servicio en la guerra de Corea, Pinkerton era un sargento al igual que todos los otros exsoldados privados de la unidad.  En el momento de su misión de la guerra de Vietnam de 1966 (Annual #3, Sgt Fury and his Howling Commandos) Pinkerton administraba un club un Playboy en Londres. 
Pinkerton, Izzy Cohen y Dino Manelli tuvieron una reunión con Nicholas Fury a bordo del Helicarrier de S.H.I.E.L.D.
Al igual que con varios otros Comandos Aulladores, Pinkerton se unió a S.H.I.E.L.D. Se dice que murió en Londres después de una larga batalla contra el cáncer, con Dum Dum Dugan a su lado.

## Pinkerton y el regimiento de Essex
Pinkerton lució destellos de hombros del Regimiento de Essex en su traje de batalla. El batallón que dirigió el teniente coronel Pinkerton se denominó "Burma Dragons". Durante la Campaña de Birmania, el Regimiento de Essex formó parte de los Chindits. Un miembro famoso del regimiento fue Arthur Ernest Percival, quien fue comisionado en el regimiento en 1916 y alcanzó fama como Oficial de Inteligencia Regimental, donde el Ejército Republicano Irlandés puso precio a su cabeza. Más tarde ordenó a la Guarnición Imperial en Singapur, entregando su comando a los japoneses en 1942.

## Ascendencia
Tres ancestros de Percy fueron mencionados en el Sgt. Fury y sus Comandos Aulladores. Éstos incluyen:
- Un Pinkerton que sobrevivió al invierno en Valley Forge en 1777-1778
- Pinkerton que luchó en la batalla de Waterloo en 1815.
- Un antepasado que luchó durante la Primera Guerra Mundial.

## Base del personaje
En una entrevista de 2002 con el director ejecutivo de la Coalición de Valores Tradicionales, Andrea Sheldon Lafferty, sobre la última encarnación del personaje de cómic del Rawhide Kid que ahora era homosexual, Stan Lee dijo: "hace años [un cómic] que hice, El sargento Fury... tenía un carácter gay. Creo que se llamó a un miembro del pelotón, Percy Pinkerton. Era gay. No le dimos mucha importancia. En este cómic que leí, la palabra gay ni siquiera fue usado. Es solo un personaje colorido que sigue a su propio baterista diferente. Sigue un ritmo diferente. Pero no estamos haciendo proselitismo por la homosexualidad". En una entrevista de 2005, sin embargo, Lee declaró que Pinkerton se declaró homosexual pero que "no se hizo a propósito de esa manera".
En Sgt Fury # 23, Pinkerton fue retratado como un playboy. El artista Dick Ayers dijo en una entrevista que Stan Lee le dijo que basara a Pinkerton en el actor mujeriego David Niven.

## En otros medios
- Pinky Pinkerton aparece en el episodio de The Avengers: Earth's Mightiest Heroes, "Conoce al Capitán América". Es visto como un miembro de los Comandos Aulladores.
- Pinky Pinkerton aparece en el episodio de Agent Carter, "The Iron Ceiling", interpretado por  Richard Short.[7] Él está entre los soldados que ayudan a Peggy Carter, Jack Thompson y Dum Dum Dugan a atacar un complejo militar ruso que vendía armas robadas a  Leviathan.[8]